# Konzervacija filma
Kozervacija filma ili preciznije rečeno konzervacija restauracija filmskih zapisa jedna je od specijalnosti konzervacije restauracije kulturne baštine. Potreba očuvanja starih filmskih zapisa, odnosno restauriranja filmova, danas predstavlja cijeli jedan pokret u kom sudjeluju povjesničari filma, arhivisti, muzeji, kinoteke, te neprofitne organizacije, svi usmjereni ka spašavanju filmske baštine od propadanja. U širem smislu uključuje u sebi sva djelovanja usmjerena na produljenje opstojnosti filmskog zapisa, uz najveće moguće poštovanje izvornika. Primjerice u SAD se 90 % nijemih filmovam te 50 % američkih zvučnih filmova nastalih prije 1950. smatra izgubljenima.
Godinama je pod pojmom očuvanja i restauracije podrazumijevana samo izrada duplikata odnosno dodatne kopije. Cilj je bio izraditi kopiju koja će biti što trajnija, i to uz minimalne gubitke na kvaliteti. Danas očuvanje filma uključuje koncepte poput primjerenog rukovanja, dupliciranja, pohrane i dostupnosti. Za arhiviste cilj je zaštita, te javna dostupnost sadržaja.
Očuvanje treba razlučiti od filmskog revizionizma,gdje pak dovršena djela dobivaju primjerice novu glazbenu pozadinu ili zvučne efekte, koloriranje crno bijelih filmova, te drugih kozmetičkih promjena, neovisno o uzrocima istih.

## Propadanje filmske građe
Većina se filmova iz razdoblja nijemog filma smatra zauvijek izgubljenim. Filmovi iz prve polovine 20. stoljeća snimljeni su na nestabilnom i zapaljivom celuloznom nitratu, koji pak zahtijeva pažljivu pohranu, kako bi se usporili procesi razgradnje.
Većina filmova na ovoj bazi se s vremenom razgradi u prašinu.Nadalje dio je   njih recikliran zbog sadržaja srebra,ili su uništeni u požarima.No najviše ih je propalo zbog namjernog uništavanja. Kako kaže Robert A. Harris,
većina ih nije sačuvana zbog propadanja filmskih studija koji su ih snimili,te su tada bačeni kao smeće.Nije se ni razmišljalo o njihovu očuvanju, jednostavno zbog nedostatka prostora ili zbog skupoće pohrane.
 Nijemi su filmovi nakon 1930. bili male i čak nikakove vrijednosti, te ih se jednostavno niti nije čuvalo. Povjesničari filma danas spašavanje baštine nijemog filma smatraju prioritetnim.
Zbog osjetljivosti ove građe,ispravna zaštita uključuje pohranu originalnih negativa (ako su očuvani) i pozitiva u prostorima s kontroliranom klimom.Kako velika većina filmova nije čuvana na takav način, isti su mahom propali.
Propadanje pak nije ograničeno samo na filmove na bazi celuloznog nitrata. Filmovi u boji rađeni jeftinom tehnologijom također su ugroženi. Brojni su filmovi i očuvani samo kao kinematografske kopije. Filmovi na bazi celuloznog acetata, koji za razliku od nitro celeloznih nisu zapaljivi,propadaju zbog tzv. octenog sindroma. Da stvar bude gora niske temperature koje pogoduju očuvanju boja loše utječu na octeni sindrom,dok pak više temperature pogoduju izbljeđivanju boja.

## Prevencija propadanja
Zaštita filmske građe obično je usmjerena na čuvanje u prostorijama s kontroliranom mikroklimom, a ponekad se odnosi na popravak ili kopiranje filmskog zapisa. Za razliku od zaštite restauracija je čin povratka filmskog zapisa u stanje najbliže izvorniku, te često pretpostavlja i kombiniranje filmskih fragmenata.
U većini ovih slučajeva se iz starog negativa načine novi pozitivi, ili kompozitni restauracijski negativ,koji je često pak kombinacija elemenata, te je namijenjen prije svega gledanju.

## Popis obrađenih filmova
- The Impossible Voyage (1904)
- The Battle of the Somme (1916)
- Nosferatu, eine Symphonie des Grauens (1922)
- Metropolis (1927)
- The Man Who Laughs (1928)
- All Quiet on the Western Front (1930)
- The Big Trail (1930)
- Becky Sharp (1935)
- Love Affair (1939)
- A Star Is Born (1954)
- Seven Samurai (1954)
- Rear Window (1954)
- Vertigo (1958)
- Spartacus (1960)
- Yojimbo (1961)
- Lawrence of Arabia (1962)
- It's a Mad Mad Mad Mad World (1963)
- My Fair Lady (1964)
- Persona (1966)
- The Good, the Bad, and the Ugly (1966)[2]
- Yellow Submarine (1968)
- The Godfather (1972)[2]
- Overlord (1975)
- Superman (1978)
- Superman II (1980)[2]
- Ran (1985)
- Većina Disneyjevih animiranih filmova Walt Disney Studio- Fantasia i Bambi
- Većina prije-1948 Warner Bros./pre-1986 MGM/RKO Radio Pictures uključujući: Gone with the Wind & The Wizard of Oz (1939), Citizen Kane (1941), Singin' in the Rain (1952), i Doctor Zhivago (1965), Raging Bull (1980)[2] among others
- Nekoliko20th Century Fox Charlie Chan filmova:
Charlie Chan in London, Charlie Chan in Paris, Charlie Chan in Egypt, Charlie Chan in Shanghai, Charlie Chan at the Circus, Charlie Chan at the Olympics, Charlie Chan at the Opera, Charlie Chan at the Race Track, Charlie Chan's Secret, Charlie Chan at Monte Carlo, Charlie Chan on Broadway and The Black Camel.

## Školovanje konzervatora restauratora filmske građe
Kod nas nema   institucije koja školuje konzervatore restauratore filmske građe.Restauriranjem ovog specifičnog materijala bavi se jedino Hrvatski filmski arhiv(Hrvatska kinoteka).

## Zakonska regulativa i zaštita prava konzervatora restauratora filmske građe
Ako izuzmemo opće zakonske akte rad konzervatorsko-restauratorske službe, pa i konzervatora restauratora filmske građe u Hrvatskoj danas prije svega određuju sljedeći propisi
Za restauratore i restauratore tehničare koji rade u Hrvatskom restauratorskom zavodu,Hrvatskom državnom arhivu,Nacionalnoj i sveučilišnoj knjižnici,te samostalno,odnosno za restauratore i preparatore koji rade u muzejima:
- Pravilnik o stručnim zvanjima za obavljanje poslova na zaštiti i očuvanju kulturnih dobara te uvjetima i načinu njihova stjecanja (NN 104/19 na snazi od 8.11.2019.)
- Pravilnik o uvjetima za dobivanje dopuštenja za obavljanje poslova na zaštiti i očuvanju kulturnih dobara (NN 98/18)

Što se tiče zaštite prava konzervatora restauratora stanje je i dalje nezadovoljavajuće usprkos nekim pozitivnim stvarima koje donosi novi pravilnik, prije svega činjenice da su svi konzervatori restauratori konačno podvedeni pod jedan jedinstveni pravilnik,te konačnog reguliranja statusa školovanih restauratora.Gore navedeni pravilnika kao i brojne druge specijalnosti ne navodi konzerviranje restauriranje filmske građe kao specijalnost.

## Vanjske poveznice
Konzervacija filma u Hrvatskoj
- Hrvatski državni arhiv - Hrvatska kinoteka  Arhivirana inačica izvorne stranice od 2. ožujka 2021. (Wayback Machine)

Konzervacija filma u svijetu
- National Film Preservation Board
- The Film Foundation (Martin Scorsese, President)
- National Film Preservation Foundation  Arhivirana inačica izvorne stranice od 9. srpnja 2022. (Wayback Machine)
- Video Aids to Film Preservation (VAFP)
- MIC (Moving Image Collections)  Arhivirana inačica izvorne stranice od 6. veljače 2011. (Wayback Machine)
- Public Moving Image Archives and Research Centers
- Association of Moving Image Archivists (AMIA)
- Conservation Online: Motion Picture Film Preservation
- Digital-Nitrate Prize for Film Preservation  Arhivirana inačica izvorne stranice od 20. veljače 2021. (Wayback Machine)
- Collection of film restoration issues  Arhivirana inačica izvorne stranice od 20. kolovoza 2011. (Wayback Machine), collected by Joanneum Research
- The National Film and Sound Archive on Preservation
- The International Federation of Film Archives' Journal of Film Preservation  Arhivirana inačica izvorne stranice od 25. studenoga 2011. (Wayback Machine)
- The International Association of Sound and Audiovisual Archives
- The Film Foundation
- Film Forever: The Home Film Preservation Guide
- Australian Network for Information on Cellulose Acetate
- Bonded Services: Film and media storage and preservation  Arhivirana inačica izvorne stranice od 14. rujna 2010. (Wayback Machine)
- THE FILM PRESERVATION GUIDE THE BASICS FOR ARCHIVES, LIBRARIES, AND MUSEUMS

Sestrinski projekti
|  | Zajednički poslužitelj ima još gradiva o temi Konzervacija filma |